# Beda (film)
Beda (Беда) è un film del 1977 diretto da Dinara Asanova.

## Trama
Il film racconta di una persona debole ma buona che inizia a bere e di conseguenza perde il lavoro, la famiglia e commette un crimine.